# Slanské Nové Mesto
Slanské Nové Mesto és un poble i municipi d'Eslovàquia. Es troba a la regió de Košice, a l'est del país.

## Història
La primera referència escrita de la vila data del 1332.

## Demografia
| Godina             | 1994 | 2004   | 2014   | 2024   |
| ------------------ | ---- | ------ | ------ | ------ |
| Nombre de persones | 505  | 482    | 499    | 462    |
| Diferència         |      | −4,55% | +3,52% | −7,41% |

| Godina             | 2023 | 2024   |
| ------------------ | ---- | ------ |
| Nombre de persones | 460  | 462    |
| Diferència         |      | +0,43% |